# Džemaludin Mušović
Džemaludin Mušović (Sarajevo, 30. listopada 1944.) Bosna i Hercegovina) je bosanskohercegovački je nogometaš i trener.

## Igračka karijera

### Klupska karijera
Nogometnu karijeru počeo je u FK Sarajevu. 1966. godine prešao je Hajduk Split s kojim je osvojio Kup maršala Tita 1966./67. 1969. godine vraća se u FK Sarajevo gdje ostaje sve do 1972. godine kada odlazi u belgijski Standard de Liège. Za Standard je u 58 utakmica postigao 24 gola. Nakon Standarda igrao je još i za LB Châteauroux, te za US Valenciennes. 
Statistika u Hajduku
| Natjecanje        | Nastupi | Zgoditci |
| ----------------- | ------- | -------- |
| Prvenstvo         | 86      | 13       |
| Kup               | 12      | 5        |
| Superkup          | 0       | 0        |
| Međunarodne       | 1       | 1        |
| Splitski podsavez | 0       | 0        |
| Ukupno            | 98      | 19       |
| Prijateljske      | 90      | 50       |
| Sveukupno         | 188     | 69       |

### Reprezentacija
Za reprezentaciju Jugoslavije igrao je u razdoblju od 1965. do 1968. godine. Za taj period odigrao je 10 utakmica, te postigao 2 gola.

## Trenerska karijera
Bio je trener Rudara iz Kaknja.
Vodio je bosanskohercegovačka nogometnu reprezentaciju u periodu od 1998. do 1999. godine. Također je obavljao funkciju izbornika nogometne reprezentacija Katara od 2004. do 2007. godine. Obavljao je i funkciju sportskog direktora u NFSBiH.

## Priznanja

### Igračka

#### Klupska
Hajduk Split
- Kup maršala Tita: 1966./67.

### Trenerska

#### Klupska
Čelik Zenica
- Druga savezna liga: 1984./85. (Zapad)

Al-Arabi
- Katarska liga: 1996./97.
- Katarski nogometni kup: 1997.

Qatar SC
- Katarska liga: 2002./03.
- Katarski nogometni kup: 2004.

#### = Reprezentativna
Katar
- Azijske igre: 2006.

1. ↑  Profili svih igrača – Statistika na službenim stranicama HNK Hajduka. hajduk.hr. HNK Hajduk Split.